# Іван Вергунок
Іван Вергунок або Іван Вергуньонок — український козак з-під Полтави, родом з міста Лубен. Другий самозванець і авантюрист, який видавав себе за «царевича» Івана Дмитровича — сина московського царя Лжедмитрія II і Марини Мнішек. У зв'язку з цим Івана Вергуньонка в деяких роботах називають лже-Іван Дмитрович II або лже-Івашка II.
На відміну від Яна Фаустіна Луби, першого лже-Івашки, який не висував жодних претензій на московський престол, Іван Вергуньонок, прийнявши царське ім'я близько 1640 року, відкрито заявляв про свої права на Московське царство і намагався заручитися військовою допомогою то від Кримського ханства, то від Османської імперії. У 1646 році турки-османи за агресивний характер лже-Івашки II заарештували й ув'язнили того в Кожаному містечку. Про подальшу долю самозванця нічого не відомо.